# ميغيل بارا أبريل
ميغيل بارا أبريل (بالكتالونية: Miquel Parra i Abril)‏ هو رسام إسباني، ولد في 1780 في بلنسية في إسبانيا، وتوفي في 13 أكتوبر 1846 في مدريد في إسبانيا.